# ゼブラーマン (漫画)
『ゼブラーマン』 (ZEBRAMAN) は、原作・宮藤官九郎、漫画・山田玲司による日本の青年漫画。
『ビッグコミックスピリッツ』（小学館）にて2004年1号から2005年3・4合併号まで連載された。哀川翔主演の同名の映画の並行企画として連載された。

## 概要
2004年2月公開の映画『ゼブラーマン』の漫画版として、『ビッグコミックスピリッツ』2004年1号から2005年3・4合併号に連載された。
基本設定は映画に準じているが、テーマ性や筋書きはフィクション性・ファンタジー性の強い映画版と趣を異にしている。
- 特撮番組があくまで作りものに過ぎない現実世界が舞台。
- 主人公も終始、コスプレ好きの一般人のままで、超常的な変身シーンなども存在しない。
- 怪人の正体は心の闇ゆえに洗脳に身を委ねて怪人になりすまし、欲望のままに悪事に手を染めてしまった一般人。
- 劇中劇の主人公の設定同様、さえない日常を送りつつ、特殊能力を持たずともヒーローとして世の中の悪を正すために努力しようとあがき、やがて自分自身を見つめ直して家族の絆を取り戻してゆく主人公や、様々な苦しみに喘ぎ心に闇を抱えるがゆえに怪人となってしまった人間たちの姿を通じ「自分の人生を変えるのは自分自身の力であること」をテーマとして問う。

など、極めて現実的な世界観やテーマを内包している。
舞台は2010年、東京・八千代区。作中で主人公らに語られる『ゼブラーマン』は昭和53年に7話が放映された（中途打ち切り）設定。

## ストーリー
担当学級も家庭も崩壊、生徒や親からの信頼は薄く、妻は不倫、自分の子供たちにすらも蔑まれている……。
そんな自分の周囲や自分自身を改善しようとする意思もなく、ただ無為に日々を生きていることなかれ主義の小学校教師・市川新市にとって、十数年以上も前にわずか数話で打ち切りになった特撮番組の主人公、モノトーンのヒーロー・ゼブラーマンのコスプレに励むことだけが、唯一の心の支えであった。
ある夜、趣味で作ったゼブラーマンのコスプレ衣装を身にまとって外を出歩いていた新市は、女子高生を襲い残虐な手口で殺害するカニ男と遭遇する。カニ男の姿と犯行の手口がゼブラーマン第2話に登場する怪人カニジャックと類似していることに気づいた新市は、ネットで知り合ったゼブラーマンに詳しい謎の人物、サバンナ先生に自分の見たことを話そうとするが、気後れして言い出すことができないまま、全ては自分の現実逃避の心が生み出した幻だったと思い込もうとする。
そんな折、家庭訪問先で自分と同じゼブラーマンマニアの浅野少年と知り合った新市は、自分以上にゼブラーマンに詳しい彼と世代を超えた友好関係を結ぶことになる。浅野からカニジャックの犯行が脚本通りに展開していることを伝えられ、ゼブラーマンとして立ち上がるよう促されるも、新市は思いもがけない状況に困惑しすっかり怯えていた。父の自殺を目撃したショックで両脚の自由を無くしていた浅野は、健康体にも拘らず臆病風に吹かれて何もしようとしない彼を叱咤する。その言葉を受けて新市は勇気を奮い起こし、カニジャックの魔の手に落ちた娘・みどりを救い出すことに成功する。
意外なことに、怪人カニジャックの正体は極普通の一般人・北原であった。彼との戦いで「欲望（こころ）のままに生きることを許可してくれる」という謎の組織「銀河教会」の存在を知った新市は、街の平和を、そして愛する家族を守るためにゼブラーマンとして悪に立ち向かうことを決意し、戦いの渦に飛び込んでゆくのだった。

## 登場人物

### ゼブラーマンを取り巻く人々

#### 市川家
市川 新市（いちかわ しんいち） ＝ ゼブラーマン
本作品の主人公。小学校教諭。42歳。学級も家庭も崩壊しているが、それを良しとして自分を変えようとしない、事なかれ主義のダメ人間。家族には内緒にしているが特撮マニアで、特に30年以上も前にわずか数話で打ち切られた特撮ヒーロー番組『ゼブラーマン』が大好きで、手作りコスチュームでコスプレを楽しむほどの大ファン。ある日、ゼブラーマンのコスプレ姿で出歩いていたところ、女子高生を襲うカニ男と遭遇する。その後、同じくゼブラーマンマニアの生徒・浅野晋平と出会い、周辺の怪奇事件が『ゼブラーマン』のストーリーに沿っていること、自分の家族もまた事件に巻き込まれつつあることに気付き、ゼブラーマンとして戦う決心をする。また、「間違える人はさびしい人だ」というゼブラーマンのセリフに共感しており、闇を抱えた人間や怪人たちをも救いたいと考えるようになり、1人の父親として、ヒーローとしての葛藤や苦悩を抱えながらも事件の黒幕に立ち向かう。
普通のおじさんであり、特殊な能力は一切持っていない。しかし、ゼブラーマンの必殺技ゼブラバックキックやゼブラスクリューパンチを模倣して戦う。
移動はバイク。晋平の父の形見だったものを貰い受け、ゼブラーマンの愛車・グレービーそっくりに改造してしまう。
市川 幸世（いちかわ さちよ）
新市の妻。立花と不倫をし、新市同様、家庭もほとんど顧みていなかった。立花により処刑されそうになったところを新市に助けられ、そこで正体を知る。その後は新市との和解を果たし、ゼブラーマンとしての新市を支える。
市川 みどり（いちかわ みどり）
新市の長女。女子高生。援助交際をしており、そこで知り合った北原に殺されそうになっていたところを新市に助けられる。その後、ショックでふさぎ込んでしまったが、新市に抱きしめられたことで、彼がゼブラーマンであることに気づき、新市と和解し立ち直る。「ダサい」と言いつつもゼブラーマンとしての新市の活動に協力する。瀬川から「ゼブラドーター」と呼ばれた。
市川 一輝（いちかわ かずき）
新市の長男。小学生。父親似で冷めた性格の持ち主。いじめられっ子で、同級生たちからカツアゲまでされていた。みどり同様、家族と向き合おうとしない新市を軽蔑している。さらには森野の洗脳により、大人が作った世の中を破壊しようとする。新市と戦うが逆に助けられ、さやかと凛を助けるため命令違反をしたことで森野に見捨てられる。しかしその時点で目が覚め、家に戻ったところで新市からゼブラーマンであることを告げられ、森野の計画を新市に教えた。その後は反抗的ながらも新市に協力し、最終局面でも名サポートを果たした。瀬川からは「ゼブラーサン」と呼ばれたが、「ゼブラさん」と聞き間違えて困惑した。

#### 浅野家
浅野 可奈（あさの かな）
看護士。晋平の母。学生時代は新市とは同じサークルで、新市の憧れの女性だった。前夫は数年前に自殺。夫の自殺のサインに気がつかず、突き放してしまったこと、それが原因で息子を半身不随にしてしまったことに罪の意識を感じ続けてきた。言い寄ってきた立花に誤りを諭したことで一時はその凶行を止めさせかけたが、新市に恋したため、処刑の標的にされてしまう。晋平の部屋でコスプレをしていた新市を見ていたため、新市の正体は初めから知っていた。沖縄に転勤が決まり、新市にヒーローとしての戦いを止め、一緒に来てほしいと頼むが、新市がゼブラーマンとしての戦いを選んだため、その戦いを見届け、晋平と沖縄にわたった。
浅野 晋平（あさの しんぺい）
新市の学校の生徒で、非常に冷めた性格の現代っ子。父親の飛び降り自殺の現場を目撃した時から立てなくなり、車椅子で生活している。新市を上回るほどの『ゼブラーマン』マニアであり、新市からは「浅野さん」と呼ばれ年齢を超えた友情関係にある。狼狽する新市を叱咤して奮い立たせ、『ゼブラーマン』の脚本から事件の成り行きを予想して新市に伝えサポートする。その後、森野に拉致・洗脳されブラッドネバーランドの司令官となるが、一人で自分の許に来た新市の姿に洗脳がとかれる。最後は新市を失い気を落とす可奈の前に立ち、自分が守っていくことを誓い、二人で沖縄へ発った。

#### 警視庁
及川 虎次（おいかわ とらじ）
警視庁捜査一課刑事。八千代区でおきている怪事件の捜査担当者。目撃情報にある怪人に興味を持ち、ゼブラーマンの正体が新市であることを突き止める。新市から事件の話を聞き、始めは新市を事件に無関係と判断し邪魔者扱いしていたが、不本意ながらも新市と協力していくうち、最終的には新市を「相棒」と認めるようになる。
瀬川 ナツオ（せがわ ナツオ） ＝ マルキド・パリ
及川の部下。趣味は風俗。昔は覚醒剤などにも手を出していた。そのころ、妹が警察官に強姦されてしまい、「正義」の名の許にそれを受け入れなければならず、ならば自分もその正義の中に入ってしまおうと考え警察官となった。入った後は真っ当に働いていたが、心の底には「正義」に対する憎悪があり、そこにつけいられ怪人・マルキド・バリとしてヒーロー（警官）殺しを行った。手の甲から毒針を射出して敵の動きを封じる。洗脳の前後にかかわらず新市には協力的だった。
田川（たがわ）
及川の部下。制服組。生真面目な性格をしており、及川の気まぐれな言動に振り回されている。

### 銀河教会
金原 英一（かなはら えいいち） ＝ グレイ
『ゼブラーマン』の脚本家。超能力や武器など持たない普通の人間が活躍する話として『ゼブラーマン』を執筆したが、「地味」という理由により打ち切られることになる。それから徐々に普通の人間は世の中を乱す不要な存在であると思うようになり、秘密組織・銀河教会を作り上げ、その首領・グレイとなる。風俗店内にアジトを置き、薬と催眠術で人が心の底に持つ願望・欲望を開放して怪人に仕立て上げていた。目の前の問題をうやむやにし、自分たちだけが問題なく過ごしたいと考える人々の社会を「グレイ（灰色）」であるとし、彼らに警告を発するのを目的にしていた。最後は自ら小学校に爆弾を仕掛け、裏口入学の誘いに乗った親子を殺害するテロを目論んだが、すべてに決着をつけてきた新市の姿に、その必要がなくなったことを感じ、武装を解除させ自ら銃で命を絶った。
前々から新市の心とシンクロしていたらしく、脚本家・グレイ・もう一人のゼブラーマン・サバンナ博士（新市の心の師）など様々な顔を持つ。
北原（きたはら） ＝ カニジャック
自称・業界人。みどりの援助交際の相手。制服マニアで、その歪んだ欲望は制服姿の女子高生を切り刻みたいというものに発展し、グレイの手により怪人・カニジャックとなり、その望みを実行する。怪人のスーツの鋏と、その下に隠し持つ本物の大鋏を巧みに用いて標的を切り裂く。みどりを殺されかけて怒る新市に敗北・逃走する。その後は銀河教会の管理外でカニジャックとして行動する。娘のさやかを溺愛しており、娘が非行に走る恐怖が銀河教会の信者になる要因となった。
立花 未来男（たちばな みきお） ＝ サソリダマー
花屋店員。幼いころ、母親が不倫して家を出たことで、自分の普通の生活が奪われたことから、不倫をする女性を怨む。グレイによって怪人・サソリダマーとなり、不倫をする女性を焼き殺す。腕に装着したバーナーから火を噴き出すほか、4連式の毒針弾を持つ。首の後ろにも毒針を隠し、仕込まれた神経毒は体の自由を奪う。新市を毒針で仕留めるが、可奈の治療を受けた新市に自分の毒針を返されて動けなくなり敗北。自ら火を点けた建物の下敷きになり、「グレイ（灰色）の世界」に決着をつけることを新市に託した後、バーナーの爆発に巻き込まれ死亡した。
森野 連渡（もりの れんと） ＝ モズーマンソン
新市と同じ学校の教師。子供のころから自然が好きで、人間が地球の環境を破壊することに疑問を持ち、そんな世界を作った人間（＝大人）を嫌う。グレイの怪人・モズーマンソンとして地球再生のために大人が作り出した社会を破壊しようとする。背中に装着したバーニアで空を飛び、鋭利な爪で攻撃することができるが、その最大の武器は、洗脳した子供たちの軍隊「ブラッド・ネバーランド」だといえる。親に反感を持つ子供たちを薬で洗脳し、武器を持たせ、汚い大人やパチンコ店、馬券売り場などを襲わせた。一度は新市を退けるが、晋平を助け出した新市の姿にブラッド・ネバーランドの士気が下がり、警察に制圧された。自身は大人に裁かれることを良しとせず、田川の拳銃を奪い自害した。
純粋な子供の世界に傾倒する一方、自身は子供たちを薬物で洗脳してテロへと向かわせ、個人としては洗脳したさやかと肉体関係を持つなど、あくまでも自分自身を救済するための歪んだアプローチに終始しており、同じ教師である新一との対比が際立つキャラクターとなった。
北原 さやか（きたはら さやか）
北原の一人娘。ブラッド・ネバーランドの幹部。ガスを仕込んだメリケンサックを武器にする。暴行を行う浮浪者などを掃討していた。返り討ちにあって捕まるが新市に助けられる。森野に見い出され彼の事実上の愛人になっていたが、その洗脳によって皮肉にも森野が怪物の姿に見えるようになった。最後の戦いでは新市とともに小学校に潜入し、父親との和解を果たす。
朝水 凛（あさみず りん）
新市の受け持ちだった生徒。母親が過激な教育ママで、受験競争に疑問を持ち、ブラッド・ネバーランドに参加した。さやかとともに捕まったことで森野の作戦から外される。最後の戦いでは、母親が裏口入学を希望する保護者の中でもっとも多額の資金を送っていたことからテロの標的にされてしまうが、新市に救助され、新市の闘う姿に自分の未来の希望を見い出せる。
バタフライアミン
正体不明。グレイの部下として小学校で新市を迎え撃った。毒を仕組んだ鞭を武器として扱う。さやかのパンチをくらって倒れた。
カマバトリー
正体不明。バタフライアミン同様、グレイの部下として小学校で新市を迎え撃つ。怪人のスーツに装着した大鎌が武器。カニジャックの分厚いスーツを貫く威力を見せたが、返り討ちされた。

### 特撮『ゼブラーマン』の登場人物
ゼブラーマン
『ゼブラーマン』の主人公。「白と黒のエクスタシー」をキャッチコピーに、地球侵略をたくらむ宇宙人・グレイと戦うシマウマスーツのヒーロー。超能力や超科学的な武器は一切持たないが、不屈の闘志で戦い続ける。必殺技はゼブラバックキックとゼブラスクリューパンチ。愛車はバイク・グレービー。決め台詞は「白黒つけるぜ」「俺の後ろに立つんじゃねえ」など。変身前は小学校教師。
グレイ
地球侵略をたくらむ宇宙人。さまざまな怪人を送り込みゼブラーマンと戦う。放映中止のためゼブラーマンとの決着はつかなかった。
カニジャック
『ゼブラーマン』第2話に登場したカニの怪人。腕のハサミで三日月の日から満月の日にかけて女子高生を切り殺し続けた。
サソリダマー
同4話に登場したサソリの怪人。手から火を噴き、男を裏切る女性を「魔女」と称して焼き殺していき、フラワーアテンジメント会場で10人を焼き殺そうとするが、ゼブラーマンに阻まれる。
モズーマンソン
同6・7話に登場したモズの怪人。洗脳した子供たちをゼブラーマンと戦わせ、一度はゼブラーマンを倒す。その無残なやられ方は『ゼブラーマン』の打ち切りの大きな要因になる。放映上ゼブラーマン最後の敵。
マルキド・バリ
同8話に登場予定だったハリセンボンの怪人。ゼブラーマン抹殺が使命。
バタフライアミン
『ゼブラーマン』に登場した蝶の怪人。毒の鞭を使う。新市が名前や能力を瞬時に思い出したことから、放映中に登場した（あるいは、メインの怪人の部下として登場した）怪人の可能性が高い。
カマバトリー
『ゼブラーマン』に登場したカマキリの怪人。こちらも新市は名前を知っていた。
バジリスクスタンリー
『ゼブラーマン』第9話に登場予定だった怪人。詳細不明。荒んだ過去を持つがゆえ、親殺しを望んだ新市がこの怪人にされかけた。

## 単行本
全て発行は小学館ビッグコミックス、原作は宮藤官九郎、漫画は山田玲司。
1. 2004年2月初版発売、ISBN 978-4091872715
2. 2004年6月30日初版発売、ISBN 978-4091872722
3. 2004年9月30日初版発売、ISBN 978-4091872739
4. 2004年12月24日初版発売、ISBN 978-4091872746
5. 2005年3月30日初版発売、ISBN 978-4091872753